# Passerelle Saint-François
La passerelle Saint-François est une passerelle reliant les communes de Tréguier et Plouguiel, en Bretagne, en France, franchissant le Guindy.
Le surnom de la passerelle est le «pont balançant».
Le nom de la passerelle vient de la proximité d'un couvent Saint-François jusqu'à la Révolution française.

## Historique
La liaison entre Tréguier et Plouguiel était assurée jusqu’au XIXe siècle par un passe-cheval (bac de Kerousy ou de Saint-François, cité dès le XIVe siècle).
Le 12 février 1833, une ordonnance du roi Louis-Philippe autorise la construction d’une passerelle sur la rivière du Guindy, prévoyant que les travaux et l’entretien seraient financés par un péage. L'adjudication attribue la concession à un négociant de Tréguier, le sieur Ozou, déjà concessionnaire du pont Canada, pour une durée de 54 ans et 11 mois. Le péage sera supprimé le 1er février 1873 à la suite du rachat de la passerelle par le conseil général des Côtes-du-Nord.
En 1904, à la suite de la construction du pont noir en aval, la passerelle aurait dû disparaître. Une pétition des habitants, des commerçants et des lavandières de Tréguier permettra son maintien.

## Description
Marc Seguin conçoit un pont innovant de 71,20 m de long. La passerelle est l’un des derniers témoins de l’essor de la charpente métallique en France au XIXe siècle. Sa faible largeur (2 m) ne permet que le passage des piétons et bêtes.
La passerelle est un pont suspendu de type «fil de fer», la suspension se fait par deux câbles en acier toronnés et galvanisés. Ces câbles sont reliés aux culées en maçonnerie de schiste et en pierre de taille de granite par des barres en fer forgé. Sur chaque câble, 31 suspentes en rond de fer forgé soutiennent le tablier. Celui-ci était composé d'entretoises et de contreventements métalliques sur lesquelles reposaient les poutres de rigidité, le platelage et les garde-corps en bois.

## Fermeture et réhabilitation

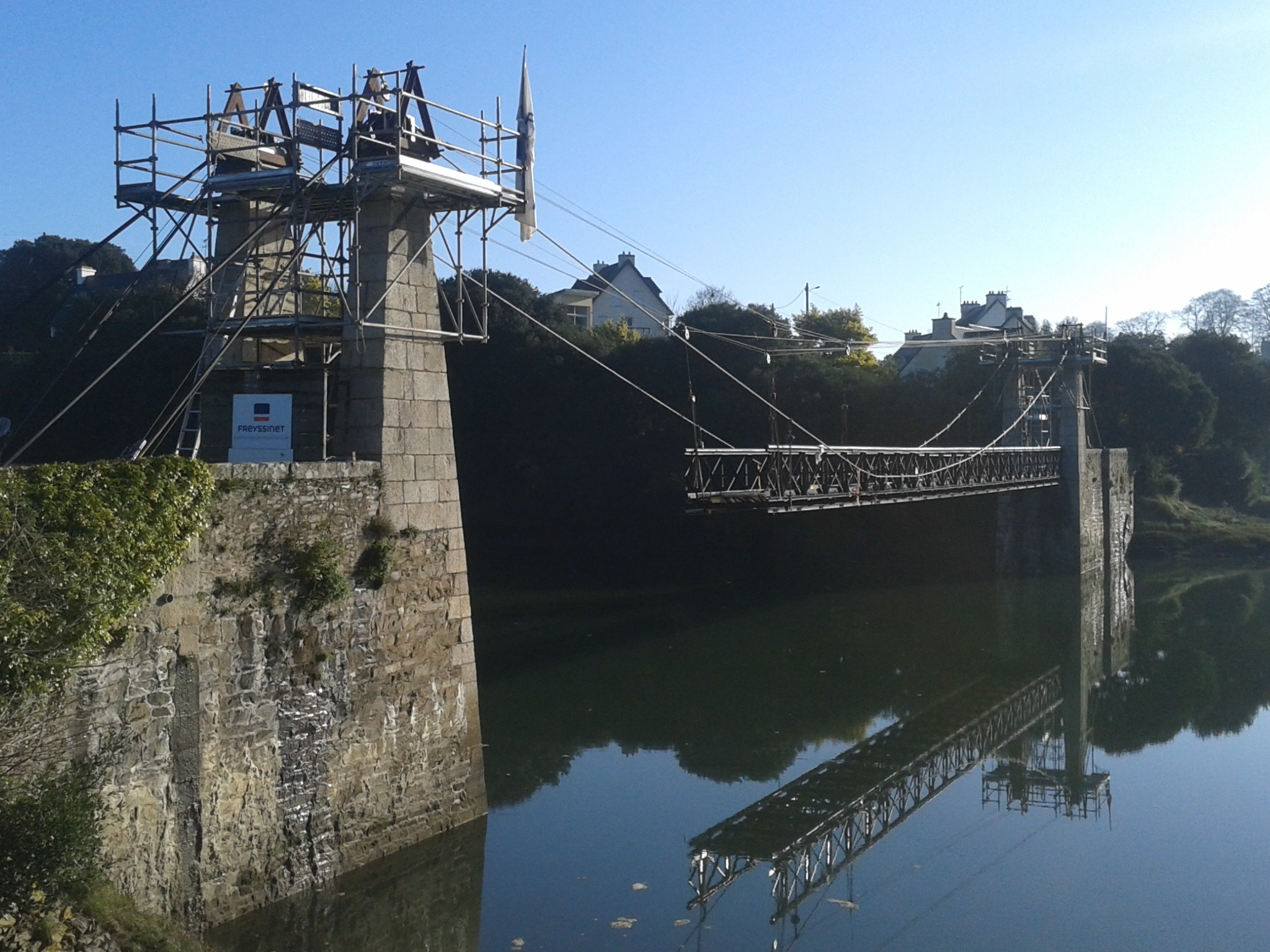
Pose du tablier, février 2013.

En janvier 2004, à la suite d'une inspection détaillée, le laboratoire régional des ponts et chaussées ordonne la fermeture de la passerelle. Les désordres constatés sont les suivants:
- Oscillation intempestive par rupture du système d'appui côté Tréguier.
- Corrosion avec perte de section des pièces d'amarrage des suspentes.
- Corrosion généralisée des pièces métalliques du tablier.

La passerelle  a été reconstruite par l'entreprise Freyssinet entre le printemps 2012 et le printemps 2013. La nouvelle passerelle a été inaugurée le 25 mai 2013. Par rapport à la version primitive, les garde-corps deviennent métalliques, les éléments métalliques ne sont plus assemblés par rivetage mais par boulonnage, et une nacelle permanente sous le tablier permettra l'entretien et les inspections futures de la passerelle. Même si la structure est plus rigide, la passerelle "balance" encore.
La passerelle accueillera une « voie verte » dans le cadre du schéma départemental des véloroutes et voies vertes, menée par le conseil général des Côtes-d'Armor. Un circuit de 4,2 km sera tracé sur la commune de Plouguiel, ce circuit passera également par le viaduc de Kerdéozer. L'ensemble du circuit sera opérationnel avant fin 2013, la passerelle permet les passages des piétons et cyclistes, les cavaliers devant faire le tour par le Pont noir, en aval du Guindy.

## Caractéristiques
- Longueur totale : 71,20 m
- Longueur du tablier : 49 m
- Largeur du tablier : 2 m